# La Mà Morta
La Mà Morta, en alguns mapes Mare Morta, és un indret a cavall dels termes municipals de Bigues i Riells i Sant Feliu de Codines, al Vallès Oriental, en terres de Riells del Fai.
És al fons de la vall del torrent de la Bassella, en el lloc on es forma aquest torrent per la unió de la riera de Vallbona i el torrent del Villar. Queda just al nord de l'extrem de llevant de la urbanització el Racó del Bosc.